# Legend of the Black Shawarma
Legend of the Black Shawarma — седьмой студийный альбом израильской психоделик-транс группы Infected Mushroom, выпущенный 8 сентября 2009 года. Альбом получил название под вдохновением, полученным от ресторана Shawarma Hazan в Хайфе.

## Список композиций
1. «Poquito Mas» — 3:39
2. «Sa’eed» — 7:04
3. «End of the Road» — 6:47
4. «Smashing the Opponent» — 4:10
5. «Can’t Stop» — 7:23
6. «Herbert the Pervert» — 7:17
7. «Killing Time» — 3:04
8. «Project 100» — 9:38
9. «Franks» — 8:05
10. «Slowly» — 9:00
11. «The Legend of the Black Shawarma» — 7:12
12. «Riders on the Storm» — 4:29